# ریچارد لیچ مادوکس
ریچارد مادوکس (به انگلیسی: Richard Leach Maddox) (زادروز ۴ آگوست ۱۸۱۶-درگذشته ۱۱ می ۱۹۰۲) عکاس و پزشک انگلیسی است که در سال (۱۸۷۱) , فیلم عکاسی ژلاتینی را اختراع کرد.